# Beach volley ai Giochi della XXX Olimpiade - Torneo femminile
Il torneo femminile di beach volley dei Giochi della XXX Olimpiade si è tenuto a Londra nel 2012, presso l'Horse Guards Parade dal 28 luglio all'8 agosto impegnando 24 coppie di atlete in rappresentanza di 17 nazioni.

## Qualificati
Secondo il sistema di qualificazione, sono state ammesse a partecipare le seguenti coppie:
| Rk | Coppie                                  | Nazione     |
| -- | --------------------------------------- | ----------- |
| 1  | Larissa França - Juliana Felisberta     | Brasile     |
| 2  | Zhang Xi - Xue Chen                     | Cina        |
| 3  | Misty May-Treanor - Kerri Walsh         | Stati Uniti |
| 4  | Jennifer Kessy - April Ross             | Stati Uniti |
| 5  | Talita Antunes - Maria Antonelli        | Brasile     |
| 6  | Shauna Mullin - Zara Dampney            | Regno Unito |
| 7  | Greta Cicolari - Marta Menegatti        | Italia      |
| 8  | Sara Goller - Laura Ludwig              | Germania    |
| 9  | Marleen van Iersel - Sanne Keizer       | Paesi Bassi |
| 10 | Markéta Sluková - Kristýna Kolocová     | Rep. Ceca   |
| 11 | Simone Kuhn - Nadine Zumkehr            | Svizzera    |
| 12 | Katrin Holtwick - Ilka Semmler          | Germania    |
| 13 | Hana Klapalová - Lenka Háječková        | Rep. Ceca   |
| 14 | Vassiliki Arvaniti - Maria Tsiartsiani  | Grecia      |
| 15 | Doris Schwaiger - Stefanie Schwaiger    | Austria     |
| 16 | Liliana Fernández - Elsa Baquerizo      | Spagna      |
| 17 | Becchara Palmer - Louise Bawden         | Australia   |
| 18 | Evgenija Ukolova - Ekaterina Chomjakova | Russia      |
| 19 | Marie-Andrée Lessard - Annie Martin     | Canada      |
| 20 | Madelein Meppelink - Sophie van Gestel  | Paesi Bassi |
| 21 | Ana Gallay - María Zonta                | Argentina   |
| 22 | Natalie Cook - Tamsin Hinchley          | Australia   |
| 23 | Anastasija Vasina - Anna Vozakova       | Russia      |
| 24 | Elodie Li Yuk Lo - Natacha Rigobert     | Mauritius   |

## Formato della gara
Le ventiquattro coppie classificate sono state suddivise in sei gironi da quattro squadre ciascuno secondo il ranking di qualificazione olimpica, eccezion fatta per la coppia britannica Mullin-Dampney, che è stata classificata sesta, e quindi testa di serie di uno dei gironi, in qualità di coppia rappresentante il paese organizzatore. I gironi sono stati sorteggiati a Klagenfurt, in Austria, il 19 luglio 2012, durante la tappa del World Tour.
Le prime due coppie classificate di ciascun girone sono automaticamente qualificate per la seconda fase. Avanzano altresì al turno successivo le due migliori terze classificate e le due squadre vincenti del torneo di spareggio denominato lucky loser tra le rimanenti quattro coppie piazzatesi al terzo posto nei gironi.
Questa seconda fase prevede la formula del tabellone ad eliminazione diretta partendo dagli ottavi di finale. L'accoppiamento avviene tramite sorteggio, ma in questo turno è previsto che le prime classificate di ciascun girone non si incontrino tra loro e l'unica altra prescrizione è che non possano affrontarsi le squadre che avevano già giocato tra loro durante i gironi; le otto coppie vincenti di questo turno si qualificano per i quarti di finale.
Le quattro squadre vincenti nei quarti di finale sono ammesse alle semifinali. Le due coppie vincitrici delle semifinali si affrontano per la medaglia d'oro, mentre le due sconfitte si battono per il bronzo.

## Risultati

### Primo turno

#### Girone A
| Londra 28 luglio 2012, ore 10:00 BST | Holtwick-Semmler                                     | 2 – 0 (21-16; 21-18) referto | Klapalová-Háječková | Horse Guards Parade\| Arbitri: \| Agnieszka Myszkowska Maria Paes Villas-Boas da Fonse \| |
| Arbitri:                             | Agnieszka Myszkowska Maria Paes Villas-Boas da Fonse |                              |                     |                                                                                           |

| Londra 28 luglio 2012, ore 17:30 BST | Larissa-Juliana                            | 2 – 0 (21-5; 21-10) referto | Li Yuk Lo-Rigobert | Horse Guards Parade\| Arbitri: \| Gregory Ray Thompson Amina Abdou Elsergany \| |
| Arbitri:                             | Gregory Ray Thompson Amina Abdou Elsergany |                             |                    |                                                                                 |

| Londra 30 luglio 2012, ore 9:00 BST | Klapalová-Háječková                                   | 2 – 0 (21-10; 21-11) referto | Li Yuk Lo-Rigobert | Horse Guards Parade\| Arbitri: \| Amina Abdou Elsergany Maria Paes Villas-Boas da Fonse \| |
| Arbitri:                            | Amina Abdou Elsergany Maria Paes Villas-Boas da Fonse |                              |                    |                                                                                            |

| Londra 30 luglio 2012, ore 15:30 BST | Larissa-Juliana            | 2 – 0 (21-18; 21-13) referto | Holtwick-Semmler | Horse Guards Parade\| Arbitri: \| Richard Casutt Leijun Wang \| |
| Arbitri:                             | Richard Casutt Leijun Wang |                              |                  |                                                                 |

| Londra 1º agosto 2012, ore 10:00 BST | Holtwick-Semmler                           | 2 – 0 (21-11; 21-10) referto | Li Yuk Lo-Rigobert | Horse Guards Parade\| Arbitri: \| Gregory Ray Thompson Amina Abdou Elsergany \| |
| Arbitri:                             | Gregory Ray Thompson Amina Abdou Elsergany |                              |                    |                                                                                 |

| Londra 1º agosto 2012, ore 15:30 BST | Larissa-Juliana                   | 2 – 0 (21-12; 21-18) referto | Klapalová-Háječková | Horse Guards Parade\| Arbitri: \| Miguel Ramirez Rivera Marc Berard \| |
| Arbitri:                             | Miguel Ramirez Rivera Marc Berard |                              |                     |                                                                        |

| Pos. | Coppie              | Pt | G | V | P | Sv | Sp | Sr    | Pv  | Pp  | Pr    |
| ---- | ------------------- | -- | - | - | - | -- | -- | ----- | --- | --- | ----- |
| 1    | Larissa-Juliana     | 6  | 3 | 3 | 0 | 6  | 0  | MAX   | 126 | 76  | 1.658 |
| 2    | Holtwick-Semmler    | 5  | 3 | 2 | 1 | 4  | 2  | 2.000 | 115 | 97  | 1.186 |
| 3    | Klapalová-Háječková | 4  | 3 | 1 | 2 | 2  | 4  | 0.500 | 106 | 105 | 1.010 |
| 4    | Li Yuk Lo-Rigobert  | 3  | 3 | 0 | 3 | 0  | 6  | 0.000 | 57  | 126 | 0.452 |

#### Girone B
| Londra 28 luglio 2012, ore 9:00 BST | Zhang-Xue                     | 1 – 2 (21-18; 14-21; 14-16) referto | Vasina-Vozakova | Horse Guards Parade\| Arbitri: \| Damien Searle Jonas Personeni \| |
| Arbitri:                            | Damien Searle Jonas Personeni |                                     |                 |                                                                    |

| Londra 28 luglio 2012, ore 21:00 BST | Kuhn-Zumkehr                                   | 2 – 0 (21-13; 21-19) referto | Arvaniti-Tsiartsiani | Horse Guards Parade\| Arbitri: \| Maria Paes Villas-Boas da Fonse Richard Casutt \| |
| Arbitri:                             | Maria Paes Villas-Boas da Fonse Richard Casutt |                              |                      |                                                                                     |

| Londra 30 luglio 2012, ore 10:00 BST | Zhang-Xue                       | 2 – 1 (21-18; 16-21; 15-8) referto | Kuhn-Zumkehr | Horse Guards Parade\| Arbitri: \| Daniel Lee Apol Osvaldo Sumavil \| |
| Arbitri:                             | Daniel Lee Apol Osvaldo Sumavil |                                    |              |                                                                      |

| Londra 30 luglio 2012, ore 16:30 BST | Arvaniti-Tsiartsiani                      | 2 – 1 (18-21; 21-13; 15-12) referto | Vasina-Vozakova | Horse Guards Parade\| Arbitri: \| Rui Miranda Carvalho Agnieszka Myszkowska \| |
| Arbitri:                             | Rui Miranda Carvalho Agnieszka Myszkowska |                                     |                 |                                                                                |

| Londra 1º agosto 2012, ore 9:00 BST | Zhang-Xue                       | 2 – 0 (21-17; 21-16) referto | Arvaniti-Tsiartsiani | Horse Guards Parade\| Arbitri: \| Osvaldo Sumavil Daniel Lee Apol \| |
| Arbitri:                            | Osvaldo Sumavil Daniel Lee Apol |                              |                      |                                                                      |

| Londra 1º agosto 2012, ore 14:30 BST | Kuhn-Zumkehr                       | 1 – 2 (17-21; 21-19; 9-15) referto | Vasina-Vozakova | Horse Guards Parade\| Arbitri: \| Damien Searle Agnieszka Myszkowska \| |
| Arbitri:                             | Damien Searle Agnieszka Myszkowska |                                    |                 |                                                                         |

| Pos. | Coppie               | Pt | G | V | P | Sv | Sp | Sr    | Pv  | Pp  | Pr    |
| ---- | -------------------- | -- | - | - | - | -- | -- | ----- | --- | --- | ----- |
| 1    | Zhang-Xue            | 5  | 3 | 2 | 1 | 5  | 3  | 1.667 | 143 | 135 | 1.059 |
| 2    | Vasina-Vozakova      | 6  | 3 | 2 | 1 | 5  | 4  | 1.250 | 156 | 150 | 1.040 |
| 3    | Kuhn-Zumkehr         | 4  | 3 | 1 | 2 | 4  | 4  | 1.000 | 136 | 139 | 0.978 |
| 4    | Arvaniti-Tsiartsiani | 4  | 3 | 1 | 2 | 2  | 5  | 0.400 | 119 | 130 | 0.915 |

#### Girone C
| Londra 28 luglio 2012, ore 15:30 BST | Sluková-Kolocová                      | 2 – 1 (10-21; 21-13; 15-13) referto | D. Schwaiger-S. Schwaiger | Horse Guards Parade\| Arbitri: \| Catriona Tweedie Rui Miranda Carvalho \| |
| Arbitri:                             | Catriona Tweedie Rui Miranda Carvalho |                                     |                           |                                                                            |

| Londra 28 luglio 2012, ore 23:00 BST | May-Treanor-Walsh                          | 2 – 0 (21-18; 21-19) referto | Cook-Hinchley | Horse Guards Parade\| Arbitri: \| Amina Abdou Elsergany Gregory Ray Thompson \| |
| Arbitri:                             | Amina Abdou Elsergany Gregory Ray Thompson |                              |               |                                                                                 |

| Londra 30 luglio 2012, ore 22:00 BST | D. Schwaiger-S. Schwaiger                            | 2 – 1 (18-21; 22-20; 15-10) referto | Cook-Hinchley | Horse Guards Parade\| Arbitri: \| Maria Paes Villas-Boas da Fonse Gregory Ray Thompson \| |
| Arbitri:                             | Maria Paes Villas-Boas da Fonse Gregory Ray Thompson |                                     |               |                                                                                           |

| Londra 30 luglio 2012, ore 23:00 BST | May-Treanor-Walsh                     | 2 – 0 (21-14; 21-19) referto | Sluková-Kolocová | Horse Guards Parade\| Arbitri: \| Jonas Personeni Amina Abdou Elsergany \| |
| Arbitri:                             | Jonas Personeni Amina Abdou Elsergany |                              |                  |                                                                            |

| Londra 1º agosto 2012, ore 22:00 BST | Sluková-Kolocová                                      | 2 – 1 (21-16; 18-21; 15-11) referto | Cook-Hinchley | Horse Guards Parade\| Arbitri: \| Maria Paes Villas-Boas da Fonse Amina Abdou Elsergany \| |
| Arbitri:                             | Maria Paes Villas-Boas da Fonse Amina Abdou Elsergany |                                     |               |                                                                                            |

| Londra 1º agosto 2012, ore 23:00 BST | May-Treanor-Walsh                   | 2 – 1 (17-21; 21-8; 15-10) referto | D. Schwaiger-S. Schwaiger | Horse Guards Parade\| Arbitri: \| Richard Casutt Gregory Ray Thompson \| |
| Arbitri:                             | Richard Casutt Gregory Ray Thompson |                                    |                           |                                                                          |

| Pos. | Coppie                    | Pt | G | V | P | Sv | Sp | Sr    | Pv  | Pp  | Pr    |
| ---- | ------------------------- | -- | - | - | - | -- | -- | ----- | --- | --- | ----- |
| 1    | May-Treanor-Walsh         | 6  | 3 | 3 | 0 | 6  | 1  | 6.000 | 137 | 109 | 1.257 |
| 2    | Sluková-Kolocová          | 5  | 3 | 2 | 1 | 4  | 4  | 1.000 | 133 | 137 | 0.971 |
| 3    | D. Schwaiger-S. Schwaiger | 4  | 3 | 1 | 2 | 4  | 4  | 1.000 | 141 | 150 | 0.940 |
| 4    | Cook-Hinchley             | 3  | 3 | 0 | 3 | 2  | 6  | 0.333 | 136 | 151 | 0.901 |

#### Girone D
| Londra 29 luglio 2012, ore 12:00 BST | van Iersel-Keizer                 | 1 – 2 (21-14; 16-21; 11-15) referto | Liliana-Baquerizo | Horse Guards Parade\| Arbitri: \| Miguel Ramirez Rivera Leijun Wang \| |
| Arbitri:                             | Miguel Ramirez Rivera Leijun Wang |                                     |                   |                                                                        |

| Londra 29 luglio 2012, ore 21:00 BST | Kessy-Ross                   | 2 – 0 (21-11; 21-18) referto | Gallay-Zonta | Horse Guards Parade\| Arbitri: \| Leijun Wang Catriona Tweedie \| |
| Arbitri:                             | Leijun Wang Catriona Tweedie |                              |              |                                                                   |

| Londra 31 luglio 2012, ore 11:00 BST | Liliana-Baquerizo                 | 2 – 0 (22-20;21-16) referto | Gallay-Zonta | Horse Guards Parade\| Arbitri: \| Miguel Ramirez Rivera Marc Berard \| |
| Arbitri:                             | Miguel Ramirez Rivera Marc Berard |                             |              |                                                                        |

| Londra 31 luglio 2012, ore 23:00 BST | Kessy-Ross                  | 2 – 1 (21-15; 12-21; 15-8) referto | van Iersel-Keizer | Horse Guards Parade\| Arbitri: \| Jonas Personeni Leijun Wang \| |
| Arbitri:                             | Jonas Personeni Leijun Wang |                                    |                   |                                                                  |

| Londra 2 agosto 2012, ore 11:00 BST | van Iersel-Keizer                          | 2 – 0 (21-12; 16) referto | Gallay-Zonta | Horse Guards Parade\| Arbitri: \| Agnieszka Myszkowska Miguel Ramirez Rivera \| |
| Arbitri:                            | Agnieszka Myszkowska Miguel Ramirez Rivera |                           |              |                                                                                 |

| Londra 2 agosto 2012, ore 16:30 BST | Kessy-Ross                        | 2 – 1 (21-19; 19-21; 19-17) referto | Liliana-Baquerizo | Horse Guards Parade\| Arbitri: \| CASUTT Richard Casutt Leijun Wang \| |
| Arbitri:                            | CASUTT Richard Casutt Leijun Wang |                                     |                   |                                                                        |

| Pos. | Coppie            | Pt | G | V | P | Sv | Sp | Sr    | Pv  | Pp  | Pr    |
| ---- | ----------------- | -- | - | - | - | -- | -- | ----- | --- | --- | ----- |
| 1    | Kessy-Ross        | 6  | 3 | 3 | 0 | 6  | 2  | 3.000 | 149 | 131 | 1.137 |
| 2    | Liliana-Baquerizo | 5  | 3 | 2 | 1 | 5  | 3  | 1.667 | 149 | 143 | 1.042 |
| 3    | van Iersel-Keizer | 4  | 3 | 1 | 2 | 4  | 4  | 1.000 | 134 | 126 | 1.063 |
| 4    | Gallay-Zonta      | 3  | 3 | 0 | 3 | 0  | 6  | 0.000 | 93  | 126 | 0.738 |

#### Girone E
| Londra 29 luglio 2012, ore 16:30 BST | Goller-Ludwig                         | 2 – 1 (21-18; 19-21; 15-8) referto | Palmer-Bawden | Horse Guards Parade\| Arbitri: \| Jonas Personeni Amina Abdou Elsergany \| |
| Arbitri:                             | Jonas Personeni Amina Abdou Elsergany |                                    |               |                                                                            |

| Londra 29 luglio 2012, ore 20:00 BST | Talita-Antonelli                 | 2 – 0 (21-10; 21-19) referto | Meppelink-van Gestel | Horse Guards Parade\| Arbitri: \| Agnieszka Myszkowska Marc Berard \| |
| Arbitri:                             | Agnieszka Myszkowska Marc Berard |                              |                      |                                                                       |

| Londra 31 luglio 2012, ore 12:00 BST | Talita-Antonelli                             | 2 – 1 (21-19;29-31;15-13) referto | Goller-Ludwig | Horse Guards Parade\| Arbitri: \| Darryl Lawrence Friesen Agnieszka Myszkowskw \| |
| Arbitri:                             | Darryl Lawrence Friesen Agnieszka Myszkowskw |                                   |               |                                                                                   |

| Londra 31 luglio 2012, ore 16:30 BST | Palmer-Bawden                         | 0 – 2 (19-21;15-21) referto | Meppelink-van Gestel | Horse Guards Parade\| Arbitri: \| Amina Abdou Elsergany Osvaldo Sumavil \| |
| Arbitri:                             | Amina Abdou Elsergany Osvaldo Sumavil |                             |                      |                                                                            |

| Londra 2 agosto 2012, ore 14:30 BST | Goller-Ludwig                         | 2 – 0 (21-18; 21-14) referto | Meppelink-van Gestel | Horse Guards Parade\| Arbitri: \| Daniel Lee Apol Amina Abdou Elsergany \| |
| Arbitri:                            | Daniel Lee Apol Amina Abdou Elsergany |                              |                      |                                                                            |

| Londra 2 agosto 2012, ore 17:30 BST | Talita-Antonelli                | 2 – 1 (18-21; 21-16; 15-9) referto | Palmer-Bawden | Horse Guards Parade\| Arbitri: \| Osvaldo Sumavil Daniel Lee Apol \| |
| Arbitri:                            | Osvaldo Sumavil Daniel Lee Apol |                                    |               |                                                                      |

| Pos. | Coppie               | Pt | G | V | P | Sv | Sp | Sr    | Pv  | Pp  | Pr    |
| ---- | -------------------- | -- | - | - | - | -- | -- | ----- | --- | --- | ----- |
| 1    | Talita-Antonelli     | 6  | 3 | 3 | 0 | 6  | 2  | 3.000 | 161 | 138 | 1.167 |
| 2    | Goller-Ludwig        | 5  | 3 | 2 | 1 | 5  | 3  | 1.557 | 160 | 144 | 1.111 |
| 3    | Meppelink-van Gestel | 4  | 3 | 1 | 2 | 2  | 4  | 0.500 | 103 | 118 | 0.873 |
| 4    | Palmer-Bawden        | 3  | 3 | 0 | 3 | 2  | 6  | 0.333 | 127 | 151 | 0.841 |

#### Girone F
| Londra 29 luglio 2012, ore 9:00 BST | Cicolari-Menegatti        | 2 – 1 (17-21; 21-18; 15-8) referto | Ukolova-Chomjakova | Horse Guards Parade\| Arbitri: \| Marc Berard Damien Searle \| |
| Arbitri:                            | Marc Berard Damien Searle |                                    |                    |                                                                |

| Londra 29 luglio 2012, ore 17:30 BST | Mullin-Dampney                                        | 2 – 1 (17-21; 21-14; 15-13) referto | Lessard-Martin | Horse Guards Parade\| Arbitri: \| Maria Paes Villas-Boas da Fonse Miguel Ramirez Rivera \| |
| Arbitri:                             | Maria Paes Villas-Boas da Fonse Miguel Ramirez Rivera |                                     |                |                                                                                            |

| Londra 31 luglio 2012, ore 17:30 BST | Mullin-Dampney                                 | 0 – 2 (18-21; 12-21) referto | Cicolari-Menegatti | Horse Guards Parade\| Arbitri: \| Richard Casutt Maria Paes Villas-Boas da Fonse \| |
| Arbitri:                             | Richard Casutt Maria Paes Villas-Boas da Fonse |                              |                    |                                                                                     |

| Londra 31 luglio 2012, ore 20:00 BST | Ukolova-Chomjakova                         | 2 – 1 (21-18;28-30;15-13) referto | Lessard-Martin | Horse Guards Parade\| Arbitri: \| Agnieszka Myszkowska Miguel Ramirez Rivera \| |
| Arbitri:                             | Agnieszka Myszkowska Miguel Ramirez Rivera |                                   |                |                                                                                 |

| Londra 2 agosto 2012, ore 12:00 BST | Cicolari-Menegatti | 2 – 1 (21-12; 23-25; 15-10) referto | Lessard-Martin | Horse Guards Parade |

| Londra 2 agosto 2012, ore 15:30 BST | Mullin-Dampney                              | 0 – 2 (23-25; 13-21) referto | Ukolova-Chomjakova | Horse Guards Parade\| Arbitri: \| José Padron Hernandez Miguel Ramirez Rivera \| |
| Arbitri:                            | José Padron Hernandez Miguel Ramirez Rivera |                              |                    |                                                                                  |

| Pos. | Coppie             | Pt | G | V | P | Sv | Sp | Sr    | Pv  | Pp  | Pr    |
| ---- | ------------------ | -- | - | - | - | -- | -- | ----- | --- | --- | ----- |
| 1    | Cicolari-Menegatti | 6  | 3 | 3 | 0 | 6  | 2  | 4.000 | 154 | 122 | 1.262 |
| 2    | Ukolova-Chomjakova | 5  | 3 | 2 | 1 | 5  | 3  | 1.667 | 157 | 150 | 1.047 |
| 3    | Mullin-Dampney     | 3  | 2 | 1 | 1 | 2  | 5  | 0.400 | 119 | 136 | 0.875 |
| 4    | Lessard-Martin     | 3  | 3 | 0 | 3 | 3  | 6  | 0.500 | 156 | 176 | 0.886 |

### Classifica delle terze
| Pos. | Coppie                    | Pt | G | V | P | Sv | Sp | Sr    | Pv  | Pp  | Pr    |
| ---- | ------------------------- | -- | - | - | - | -- | -- | ----- | --- | --- | ----- |
| 1    | van Iersel-Keizer         | 4  | 3 | 1 | 2 | 4  | 4  | 1.000 | 134 | 126 | 1.063 |
| 2    | Kuhn-Zumkehr              | 4  | 3 | 1 | 2 | 4  | 4  | 1.000 | 136 | 139 | 0.978 |
| 3    | D. Schwaiger-S. Schwaiger | 4  | 3 | 1 | 2 | 4  | 4  | 1.000 | 141 | 150 | 0.940 |
| 4    | Klapalová-Háječková       | 4  | 3 | 2 | 1 | 2  | 4  | 0.500 | 106 | 105 | 1.010 |
| 5    | Meppelink-van Gestel      | 4  | 3 | 1 | 2 | 2  | 4  | 0.500 | 103 | 118 | 0.873 |
| 6    | Mullin-Dampney            | 3  | 2 | 1 | 1 | 2  | 5  | 0.400 | 119 | 136 | 0.875 |

#### Lucky loser
| Londra 2 agosto 2012, ore 22:00 BST | D. Schwaiger-S. Schwaiger        | 2 – 0 (21-15; 21-12) referto | Mullin-Dampney | Horse Guards Parade\| Arbitri: \| Rui Miranda Carvalho Marc Berard \| |
| Arbitri:                            | Rui Miranda Carvalho Marc Berard |                              |                |                                                                       |

| Londra 2 agosto 2012, ore 22:00 BST | Klapalová-Háječková            | 0 – 2 (17-21; 17-21) referto | Meppelink-van Gestel | Horse Guards Parade\| Arbitri: \| Damien Searle Catriona Tweedie \| |
| Arbitri:                            | Damien Searle Catriona Tweedie |                              |                      |                                                                     |

### Ottavi di finale
| Londra 3 agosto 2012, ore 09:00 BST | Goller-Ludwig                        | 2 – 0 (21-16; 21-15) referto | Holtwick-Semmler | Horse Guards Parade\| Arbitri: \| Amina Abdou Elsergany Richard Casutt \| |
| Arbitri:                            | Amina Abdou Elsergany Richard Casutt |                              |                  |                                                                           |

| Londra 3 agosto 2012, ore 14:00 BST | Larissa-Juliana             | 2 – 0 (21-10; 21-17) referto | Meppelink-van Gestel | Horse Guards Parade\| Arbitri: \| Leijun Wang Jonas Personeni \| |
| Arbitri:                            | Leijun Wang Jonas Personeni |                              |                      |                                                                  |

| Londra 3 agosto 2012, ore 17:00 BST | Kuhn-Zumkehr                   | 0 – 2 (15-21; 19-21) referto | Kessy-Ross | Horse Guards Parade\| Arbitri: \| Damien Searle Catriona Tweedie \| |
| Arbitri:                            | Damien Searle Catriona Tweedie |                              |            |                                                                     |

| Londra 3 agosto 2012, ore 22:00 BST | D. Schwaiger-S. Schwaiger                            | 2 – 1 (21-17; 16-21; 15-9) referto | Vasina-Vozakova | Horse Guards Parade\| Arbitri: \| Agnieszka Myszkowska Maria Paes Villas-Boas da Fonse \| |
| Arbitri:                            | Agnieszka Myszkowska Maria Paes Villas-Boas da Fonse |                                    |                 |                                                                                           |

| Londra 4 agosto 2012, ore 09:00 BST | Ukolova-Chomjakova              | 0 – 2 (12-21; 11-21) referto | Zhang-Xue | Horse Guards Parade\| Arbitri: \| Osvaldo Sumavil Daniel Lee Apol \| |
| Arbitri:                            | Osvaldo Sumavil Daniel Lee Apol |                              |           |                                                                      |

| Londra 4 agosto 2012, ore 13:00 BST | Liliana-Baquerizo            | 0 – 2 (15-21;15-21) referto | Cicolari-Menegatti | Horse Guards Parade\| Arbitri: \| Marc Berard Catriona Tweedie \| |
| Arbitri:                            | Marc Berard Catriona Tweedie |                             |                    |                                                                   |

| Londra 4 agosto 2012, ore 18:00 BST | Talita-Antonelli                           | 1 – 2 (16-21; 22-20; 9-15) referto | Sluková-Kolocová | Horse Guards Parade\| Arbitri: \| Miguel Ramirez Rivera Agnieszka Myszkowska \| |
| Arbitri:                            | Miguel Ramirez Rivera Agnieszka Myszkowska |                                    |                  |                                                                                 |

| Londra 4 agosto 2012, ore 21:00 BST | May-Treanor-Walsh                                    | 2 – 0 (21-13; 21-12) referto | van Iersel-Keizer | Horse Guards Parade\| Arbitri: \| Maria Paes Villas-Boas da Fonse Rui Miranda Carvalho \| |
| Arbitri:                            | Maria Paes Villas-Boas da Fonse Rui Miranda Carvalho |                              |                   |                                                                                           |

### Quarti di finale
| Londra 5 agosto 2012, ore 18:00 BST | Zhang-Xue                             | 2 – 0 (21-18; 21-11) referto | D. Schwaiger-S. Schwaiger | Horse Guards Parade\| Arbitri: \| Daniel Lee Apol Amina Abdou Elsergany \| |
| Arbitri:                            | Daniel Lee Apol Amina Abdou Elsergany |                              |                           |                                                                            |

| Londra 5 agosto 2012, ore 19:00 BST | May-Treanor-Walsh         | 2 – 0 (21-13; 21-13) referto | Cicolari-Menegatti | Horse Guards Parade\| Arbitri: \| Damien Searle Marc Berard \| |
| Arbitri:                            | Damien Searle Marc Berard |                              |                    |                                                                |

| Londra 5 agosto 2012, ore 22:00 BST | Sluková-Kolocová                             | 0 – 2 (23-25; 18-21) referto | Kessy-Ross | Horse Guards Parade\| Arbitri: \| Rui Miranda Carvalho Darryl Lawrence Friesen \| |
| Arbitri:                            | Rui Miranda Carvalho Darryl Lawrence Friesen |                              |            |                                                                                   |

| Londra 5 agosto 2012, ore 23:00 BST | Larissa-Juliana                 | 2 – 0 (21-10; 21-19) referto | Goller-Ludwig | Horse Guards Parade\| Arbitri: \| Richard Casutt Catriona Tweedie \| |
| Arbitri:                            | Richard Casutt Catriona Tweedie |                              |               |                                                                      |

### Semifinali
| Londra 7 agosto 2012, ore 18:00 BST | May-Treanor-Walsh                   | 2 – 0 (22-20; 22-20) referto | Zhang-Xue | Horse Guards Parade\| Arbitri: \| Richard Casutt Agnieszka Myszkowska \| |
| Arbitri:                            | Richard Casutt Agnieszka Myszkowska |                              |           |                                                                          |

| Londra 7 agosto 2012, ore 21:00 BST | Kessy-Ross                | 2 – 1 (15-21; 21-19; 15-12) referto | Larissa-Juliana | Horse Guards Parade\| Arbitri: \| Damien Searle Marc Berard \| |
| Arbitri:                            | Damien Searle Marc Berard |                                     |                 |                                                                |

### Finale 3º - 4º posto
| Londra 8 agosto 2012, ore 19:00 | Zhang-Xue                   | 1 – 2 (21-11;19-21;12-15) referto | Larissa-Juliana | Horse Guards Parade\| Arbitri: \| Jonas Personeni Marc Berard \| |
| Arbitri:                        | Jonas Personeni Marc Berard |                                   |                 |                                                                  |

### Finale 1º - 2º posto
| Londra 8 agosto 2012, ore 21:00 BST | May-Treanor-Walsh                                    | 2 – 0 (21-16;21:16) referto | Kessy-Ross | Horse Guards Parade\| Arbitri: \| Maria Paes Villas-Boas da Fonse Agnieszka Myszkowska \| |
| Arbitri:                            | Maria Paes Villas-Boas da Fonse Agnieszka Myszkowska |                             |            |                                                                                           |

### Schema della fase ad eliminazione diretta
|  | Ottavi di finale          | Ottavi di finale          |                   |   | Quarti di finale          | Quarti di finale          |               |               | Semifinali | Semifinali |  |  | Finale | Finale |
|  |                           |                           |                   |   |                           |                           |               |               |            |            |  |  |        |        |
|  | 3 agosto 2012             |                           |                   |   |                           |                           |               |               |            |            |  |  |        |        |
|  |                           |                           |                   |   |                           |                           |               |               |            |            |  |  |        |        |
|  | Larissa-Juliana           | 2                         |                   |   |                           |                           |               |               |            |            |  |  |        |        |
|  | Larissa-Juliana           | 2                         | 5 agosto 2012     |   |                           |                           |               |               |            |            |  |  |        |        |
|  | Meppelink-van Gestel      | 0                         |                   |   |                           |                           |               |               |            |            |  |  |        |        |
|  | Meppelink-van Gestel      | 0                         | Larissa-Juliana   | 2 |                           |                           |               |               |            |            |  |  |        |        |
|  | 3 agosto 2012             |                           | Larissa-Juliana   | 2 |                           |                           |               |               |            |            |  |  |        |        |
|  |                           | Goller-Ludwig             | 0                 |   |                           |                           |               |               |            |            |  |  |        |        |
|  | Goller-Ludwig             | Goller-Ludwig             | 0                 | 2 |                           |                           |               |               |            |            |  |  |        |        |
|  | Goller-Ludwig             |                           | 7 agosto 2012     | 2 |                           |                           |               |               |            |            |  |  |        |        |
|  | Holtwick-Semmler          | 0                         |                   |   |                           |                           |               |               |            |            |  |  |        |        |
|  | Holtwick-Semmler          | 0                         | Larissa-Juliana   | 1 |                           |                           |               |               |            |            |  |  |        |        |
|  | 4 agosto 2012             |                           | Larissa-Juliana   | 1 |                           |                           |               |               |            |            |  |  |        |        |
|  |                           | Kessy-Ross                | 2                 |   |                           |                           |               |               |            |            |  |  |        |        |
|  | Talita-Antonelli          | Kessy-Ross                | 2                 | 1 |                           |                           |               |               |            |            |  |  |        |        |
|  | Talita-Antonelli          | 5 agosto 2012             |                   | 1 |                           |                           |               |               |            |            |  |  |        |        |
|  | Sluková-Kolocová          | 2                         |                   |   |                           |                           |               |               |            |            |  |  |        |        |
|  | Sluková-Kolocová          | 2                         | Sluková-Kolocová  | 0 |                           |                           |               |               |            |            |  |  |        |        |
|  | 3 agosto 2012             |                           | Sluková-Kolocová  | 0 |                           |                           |               |               |            |            |  |  |        |        |
|  |                           | Kessy-Ross                | 2                 |   |                           |                           |               |               |            |            |  |  |        |        |
|  | Kuhn-Zumkehr              | Kessy-Ross                | 2                 | 0 |                           |                           |               |               |            |            |  |  |        |        |
|  | Kuhn-Zumkehr              |                           | 8 agosto 2012     | 0 |                           |                           |               |               |            |            |  |  |        |        |
|  | Kessy-Ross                | 2                         |                   |   |                           |                           |               |               |            |            |  |  |        |        |
|  | Kessy-Ross                | 2                         | Kessy-Ross        | 0 |                           |                           |               |               |            |            |  |  |        |        |
|  | 4 agosto 2012             |                           | Kessy-Ross        | 0 |                           |                           |               |               |            |            |  |  |        |        |
|  |                           | May-Treanor-Walsh         | 2                 |   |                           |                           |               |               |            |            |  |  |        |        |
|  | May-Treanor-Walsh         | May-Treanor-Walsh         | 2                 | 2 |                           |                           |               |               |            |            |  |  |        |        |
|  | May-Treanor-Walsh         | 5 agosto 2012             |                   | 2 |                           |                           |               |               |            |            |  |  |        |        |
|  | van Iersel-Keizer         | 0                         |                   |   |                           |                           |               |               |            |            |  |  |        |        |
|  | van Iersel-Keizer         | 0                         | May-Treanor-Walsh | 2 |                           |                           |               |               |            |            |  |  |        |        |
|  | 4 agosto 2012             |                           | May-Treanor-Walsh | 2 |                           |                           |               |               |            |            |  |  |        |        |
|  |                           | Cicolari-Menegatti        | 0                 |   |                           |                           |               |               |            |            |  |  |        |        |
|  | Liliana-Baquerizo         | Cicolari-Menegatti        | 0                 | 0 |                           |                           |               |               |            |            |  |  |        |        |
|  | Liliana-Baquerizo         |                           | 7 agosto 2012     | 0 |                           |                           |               |               |            |            |  |  |        |        |
|  | Cicolari-Menegatti        | 2                         |                   |   |                           |                           |               |               |            |            |  |  |        |        |
|  | Cicolari-Menegatti        | 2                         | May-Treanor-Walsh | 2 |                           |                           |               |               |            |            |  |  |        |        |
|  | 4 agosto 2012             |                           | May-Treanor-Walsh | 2 |                           |                           |               |               |            |            |  |  |        |        |
|  |                           | Zhang-Xue                 | 0                 |   | Finale per il terzo posto | Finale per il terzo posto |               |               |            |            |  |  |        |        |
|  | Ukolova-Chomjakova        | Zhang-Xue                 | 0                 | 0 | Finale per il terzo posto | Finale per il terzo posto |               |               |            |            |  |  |        |        |
|  | Ukolova-Chomjakova        | 5 agosto 2012             | 5 agosto 2012     | 0 |                           |                           | 8 agosto 2012 | 8 agosto 2012 |            |            |  |  |        |        |
|  | Zhang-Xue                 | 5 agosto 2012             | 5 agosto 2012     | 2 |                           |                           | 8 agosto 2012 | 8 agosto 2012 |            |            |  |  |        |        |
|  | Zhang-Xue                 | Zhang-Xue                 | 2                 | 2 | Larissa-Juliana           | 2                         |               |               |            |            |  |  |        |        |
|  | 3 agosto 2012             | Zhang-Xue                 | 2                 |   | Larissa-Juliana           | 2                         |               |               |            |            |  |  |        |        |
|  |                           | D. Schwaiger-S. Schwaiger | 0                 |   | Zhang-Xue                 | 1                         |               |               |            |            |  |  |        |        |
|  | D. Schwaiger-S. Schwaiger | D. Schwaiger-S. Schwaiger | 0                 | 2 | Zhang-Xue                 | 1                         |               |               |            |            |  |  |        |        |
|  | D. Schwaiger-S. Schwaiger |                           |                   | 2 |                           |                           |               |               |            |            |  |  |        |        |
|  | Vasina-Vozakova           | 1                         |                   |   |                           |                           |               |               |            |            |  |  |        |        |
|  | Vasina-Vozakova           | 1                         |                   |   |                           |                           |               |               |            |            |  |  |        |        |

## Classifica finale
| Pos. | Coppie                                  | Nazione     |
| ---- | --------------------------------------- | ----------- |
|      | Misty May-Treanor - Kerri Walsh         | Stati Uniti |
|      | Jennifer Kessy - April Ross             | Stati Uniti |
|      | Larissa França - Juliana Felisberta     | Brasile     |
| 4    | Zhang Xi - Xue Chen                     | Cina        |
| 5    | Greta Cicolari – Marta Menegatti        | Italia      |
| 5    | Sara Goller – Laura Ludwig              | Germania    |
| 5    | Kristyna Kolocova – Marketa Slukova     | Rep. Ceca   |
| 5    | Doris Schwaiger – Stefanie Schwaiger    | Austria     |
| 9    | Talita Antunes - Maria Antonelli        | Brasile     |
| 9    | Simone Kuhn – Nadine Zumkehr            | Svizzera    |
| 9    | Katrin Holtwick – Ilka Semmler          | Germania    |
| 9    | Marleen van Iersel - Sanne Keizer       | Paesi Bassi |
| 9    | Liliana Fernández - Elsa Baquerizo      | Spagna      |
| 9    | Evgenija Ukolova - Ekaterina Chomjakova | Russia      |
| 9    | Madelein Meppelink – Sophie van Gestel  | Paesi Bassi |
| 9    | Anastasia Vasina – Anna Vozakova        | Russia      |
| 17   | Zara Dampney – Shauna Mullin            | Regno Unito |
| 17   | Lenka Hajeckova – Hana Klapalova        | Rep. Ceca   |
| 19   | Vassiliki Arvaniti – Maria Tsiartsiani  | Grecia      |
| 19   | Louise Bawden – Becchara Palmer         | Australia   |
| 19   | Marie-Andrée Lessard – Annie Martin     | Canada      |
| 19   | Ana Gallay – Maria Zonta                | Argentina   |
| 19   | Natalie Cook – Tamsin Hinchley          | Australia   |
| 19   | Natacha Rigobert – Elodie Li Yuk Lo     | Mauritius   |